# 伊朗式審判
《伊朗式審判》 (波斯語：قصیده گاو سفید, 羅馬化: Ghasideyeh gave sefid)是一套2020年的伊朗剧情片，由貝塔什·薩納哈、瑪莉雅姆·莫卡達執導，並由瑪莉雅姆·莫卡達主演。
該片亦獲得2021年香港亞洲電影節新人獎提名。

## 演員
- 瑪莉雅姆·莫卡達（英语：Maryam Moqadam）飾演 米娜

## 製作
2021年2月11日, 柏林國際電影節宣布該片將於2021年3月在第71屆柏林影展正式競賽單元上全球首映。

## 外部連結
- 互联网电影数据库（IMDb）上《伊朗式審判》的资料（英文）
- 爛番茄上《伊朗式審判》的資料（英文）
- 豆瓣电影上《伊朗式審判》的資料 （简体中文）